# الذيابية
الذيابية هي قرية سورية في ناحية ببيلا في منطقة مركز ريف دمشق بمحافظة ريف دمشق.

## تاريخ
في عام 2013، تعرضت القرية التي تقع مع الحسينية إلى جنوب السيدة زينب لهجمات مقاتلي لواء أبو الفضل العباس في بداية الثورة السورية المباركة. عاد جزء من أهلها للاستقرار بعد هدنة توقف القتال عام 2017.
بعد سقوط نظام الأسد في ديسمبر 2024، عثر المحليون على رحالة أمريكي كان معتقلاً في سجون النظام.